# Franciszek Kwaśnicki
Franciszek Kwaśnicki (ur. 18 stycznia 1904 w Poznaniu, zm. 19 grudnia 1942?) – polski inżynier, członek ruchu oporu, szef Związku Odwetu ZWZ okręgu śląskiego. Pseudonimy „Rawicz” i „Brochwicz”.
Przy tworzeniu ZO ZWZ okręgu śląskiego wsparł się na członkach własnej zaolziańskiej organizacji. W listopadzie 1940 przystąpił do organizowania kolejowych grup sabotażowych ZO. Rozbudował ZO na Rzeszę zakładając m.in. komórkę w Berlinie.
Aresztowany 9 stycznia 1941, skazany na śmierć.